# Biała (wieś w gminie Wieleń)
Biała (pol. hist. Biała Górna) – wieś w Polsce położona w północno-zachodniej części województwa wielkopolskiego, w powiecie czarnkowsko-trzcianeckim, w gminie Wieleń nad jeziorem Białym.

## Nazwa
Wieś Biała wzięła swoją nazwę od rzeki Białej, która obecnie nazywa się Miała, a w okresie średniowiecza nosiła nazwę „Biała”. Według historyków nazwa Biała określała pierwotnie także większy obszar leżący nad tą rzeką oraz obejmowała kilka okolicznych wsi. Źródła historyczne wymieniają w rejonie kilka osad o tej nazwie: „Białą Pośrednią” identyfikowaną ze wsią Mężyk, „Białą Nadolną”, identyfikowaną ze wsią Miały, inną Białą leżącą w parafii Wronki oraz Białą Górną’’ lub Wysoką’’ czyli obecną wsią Biała.
Wieś ma metrykę średniowieczną i pierwotnie związana była z Wielkopolską. Istnieje co najmniej od końca XIII wieku. Odnotowana po raz pierwszy w łacińskim dokumencie z 1298 jako „Bela”, 1508 „Byala Wyszoka”, 1510 „Byala”, 1563 „Bialla Gorna”, 1564 „Gurnabiala”, 1570 „Gorna Biala”. Po upadku III Rzeszy w 1945 wieś nosiła nazwę Behle.

## Historia
Początkowo miejscowość była królewszczyzną czyli własnością królewską należącą do królów polskich. W 1508 wieś leżała w powiecie kościańskim Korony Królestwa Polskiego w parafii Wieleń.
W 1298 król polski Władysław I Łokietek nadał kasztelanowi wieleńskiemu Wincentemu zamek wieleński, miasto Wronki oraz wsie Drawsko, Niedźwiedzica, Rosko, Baloowa (obecnie Biała) oraz wieś Biała.
W 1510 wieś znajdowała się w posiadaniu wojewody poznańskiego Andrzeja Szamotulskiego herbu Nałęcz. Nie odnotowano wówczas we wsi kmieci uprawiających rolę, a tylko młyn zbożowy oraz dwa młyny gdzie kruszono rudę darniową oraz kuźnice, w których wytapiano żelazo (oryg. łac. „ferrimolae”). W najbliższej okolicy wsi produkowano tą metodą żelazo, co potwierdza zapis z 1510 mówiący o tym, że mieszkańcy płacili plebanowi wieleńskiemu po jednym groszu oraz denarze na św. Piotra, młynarz płacił mu w naturze ćwiertnię mąki oraz denar na św. Piotra, a z każdej kuźnicy otrzymywał on także żelazo o wartości 0,5 grzywny rocznie.
W 1515 król polski Zygmunt I Stary nadał kasztelanowi poznańskiemu Łukaszowi z Górki zamek wieleński z miastami Wieleń i Wronki wraz przyległymi wsiami, a w tym m.in. z Białą.
Miejscowość odnotowano również w historycznych rejestrach poborowych. W 1563 mieszkańcy zapłacili pobór z 8 kwart roli, dwóch karczm oraz młyna o jednym kole wodnym. W latach 1564–1565 odnotowano we wsi 9 kmieci, którzy posiadali trochę roli na ostrowach, jednego zagrodnika, jednego bartnika, jednego karczmarza posiadającego „złą rolę” oraz dół do wyrobu smoły. Odnotowano wówczas także młyn, który znajdował się w zaliczanej wówczas do miejscowości Białej Pośredniej czyli obecnej wsi Mężyk.
W latach 1564–1565 odnotowano, że przez staw koło wsi przepływała rzeka Biała (obecna nazwa to Miała). W 1568 koło „Pańskiej Łąki” należącej do wsi Biała, przechodziła granica pomiędzy dobrami miast Wieleń oraz Wronki. W 1570 miał miejsce spór graniczny w sprawie narożnika wsi Biała oraz sąsiedniego Hamrzyska.
W 1570 wieś „Biała Górna”, identyfikowana z obecną Białą, znajdowała się w posiadaniu wojewody poznańskiego Stanisława Górki. W 1580 zapłacił on pobór podatkowy z 9 kwart roli, od 2 zagrodników z roli karczmarskiej oraz z młyna zwanego „Borowy Młyn”, który znajdował się pomiędzy Hamrzyskiem, a Białą i odnotowany został po łacinie jako „Borowy molendinum”. Leżał on w odległości 1,5 km na północ od Hamrzyska w pobliżu obecnej wsi Biała. Borowy Młyn był młynem ustawionym na rzece o jednym kole wodnym. W XVIII wieku na północ od Hamrzyska, 4 km na północny wschód od Białej Górnej znajdowały się dwie osady młyńskie o nazwach „Matthee” oraz „Borowo”, które zasilane były prądem rzeki Gulczanka.
Wieś szlachecka Biała Górna położona była w 1580 roku w powiecie poznańskim województwa poznańskiego w Rzeczypospolitej Obojga Narodów. Wskutek II rozbioru Polski w 1793, miejscowość przeszła pod władanie Prus i jak cała Wielkopolska znalazła się w zaborze pruskim.
W czasie II wojny światowej polscy mieszkańcy wsi zostali brutalnie wysiedleni przez nazistów. Podczas przeprowadzania tej akcji, 13 lutego 1943, zamordowano Albina Wyrwę, który nie chciał opuścić swojego gospodarstwa. W 1944 w okolicznych lasach przebywali partyzanci radzieccy (grupa zwiadowcza Mikołaja Kozubowskiego). 8 sierpnia 1944 Niemcy zamierzali spalić wieś i zamordować wszystkich mieszkańców za pomoc udzielaną partyzantce. Naziści zrezygnowali ze zbrodni za namową miejscowych Niemców z Mężyka – sołtysa Friedy Wencke i młynarza Leichnera. Wydarzenie to upamiętnia Kaplica Wdzięczności wystawiona też na pamiątkę dwóch innych wydarzeń: ugaszenia przez ulewę wielkiego pożaru Puszczy Noteckiej w dniu 10 sierpnia 1992, co uratowało być może życie i mienie wielu mieszkańców wsi oraz pobytu Karola Wojtyły nad jeziorem Białym na przełomie lipca i sierpnia 1977.
Po wojnie w okolicach wsi powstała znacząca liczba domów letniskowych. Około 80% z nich było samowolą budowlaną, ale z uwagi na dbałość o posesje i znaczący wpływ na gospodarkę w niezamożnej okolicy stan ten był tolerowany.
W latach 1975–1998 miejscowość należała administracyjnie do województwa pilskiego.

## Zabytki i osobliwości
- kościół Matki Boskiej Różańcowej (1928–1932) z obrazem Matki Boskiej Patronki Puszczy Noteckiej,
- wspomniana wyżej Kaplica Wdzięczności,
- kamień z napisem Serce Puszczy Noteckiej odsłonięty podczas I Zjazdu Mazurów Wieleńskich w 1999,
- ośrodek wypoczynkowy z plażą i chińskim pawilonem nad jeziorem Białym,
- rzeźba plenerowa borowika,
- festyny Święto Puszczy Noteckiej (sierpień).

## Galeria

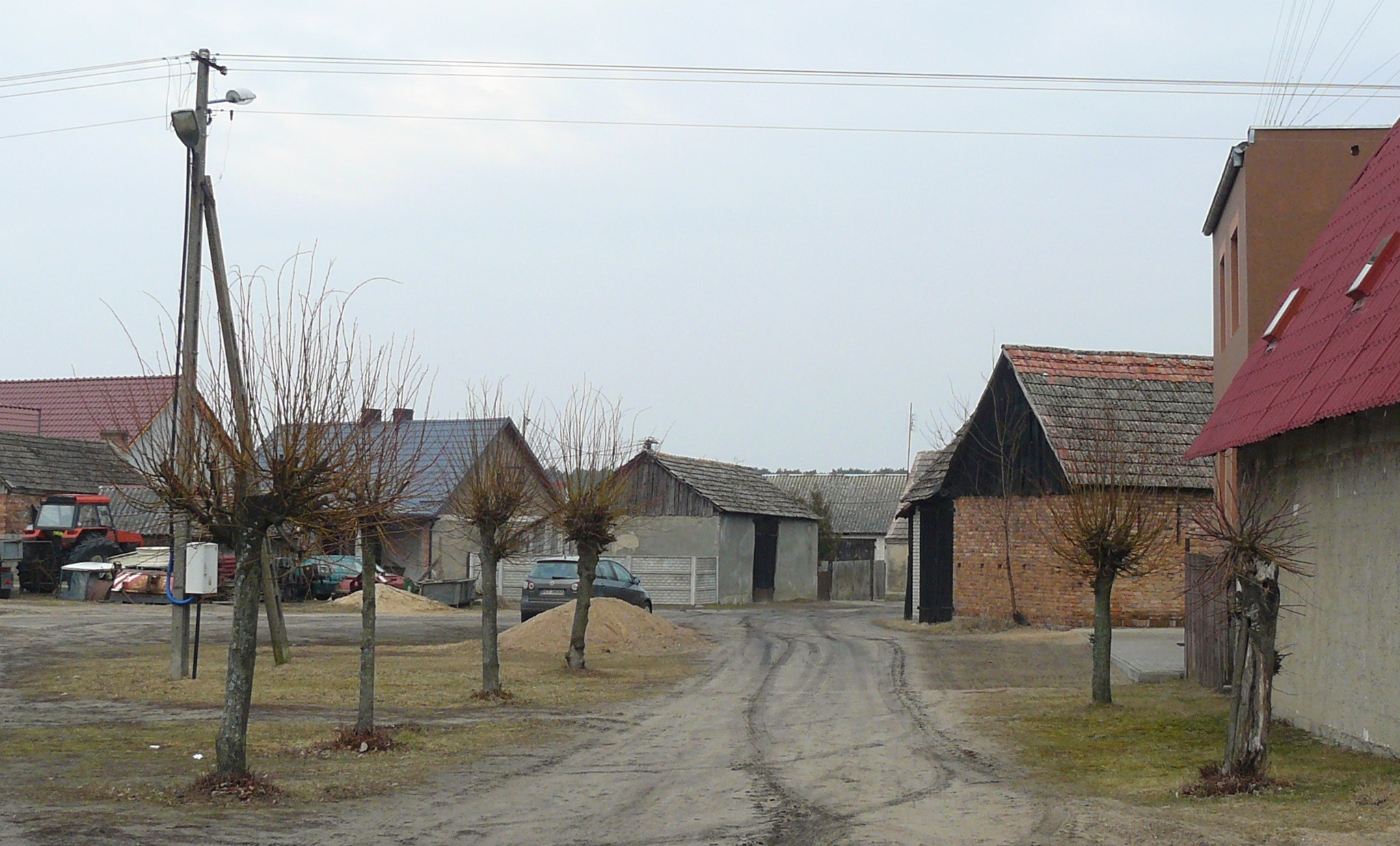
Centrum wsi
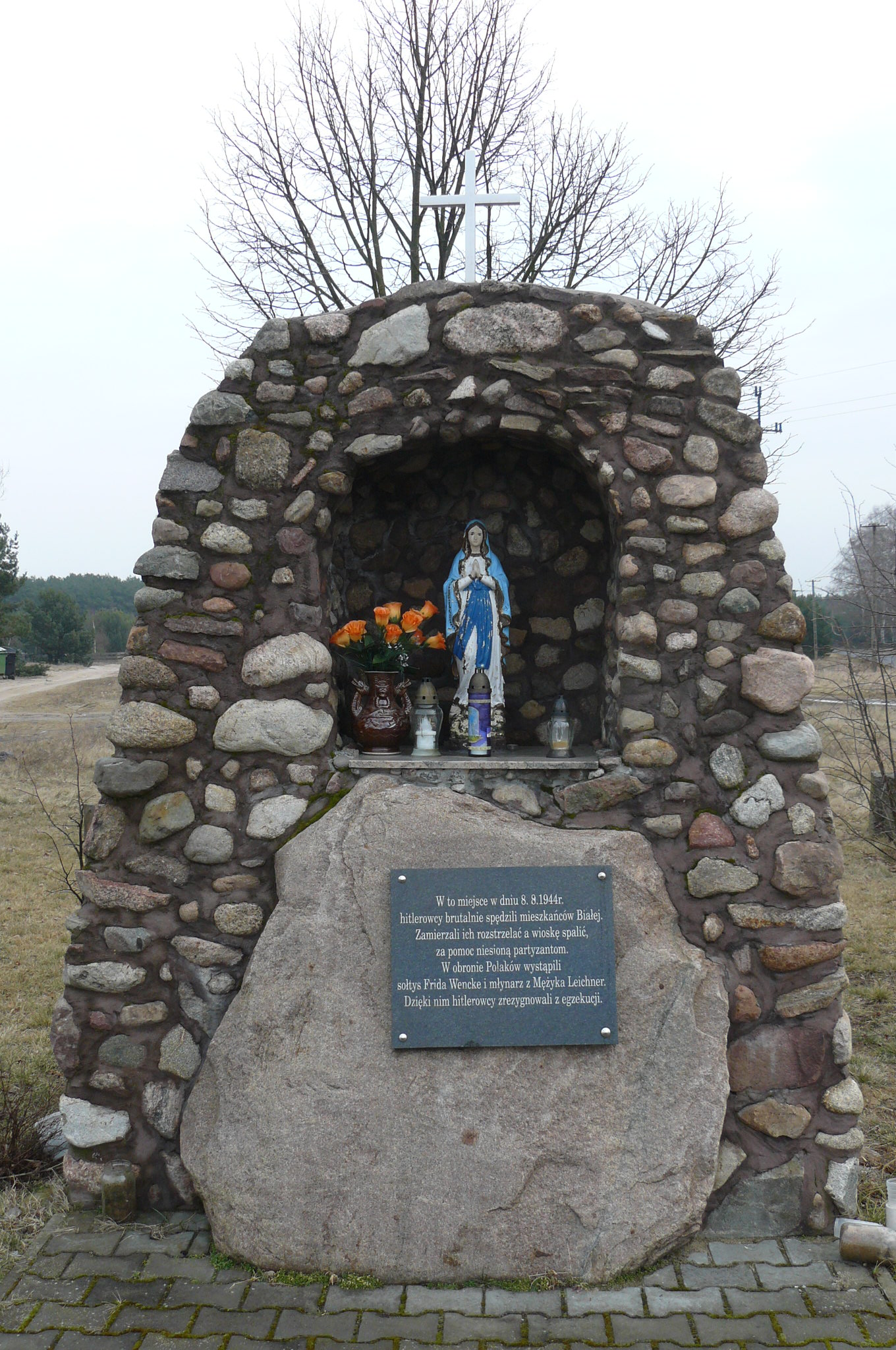
Kaplica Wdzięczności